# Десов Георгій Олександрович
Георгій Олександрович Десов (Дьосов) (1884, місто Гусь-Хрустальний, тепер Владимирської області, Російська Федерація — розстріляний 9 вересня 1937, місто Ленінград, тепер Санкт-Петербург, Російська Федерація) — радянський діяч. Член ЦВК СРСР 4—5-го скликань. Член Центральної контрольної комісії ВКП(б) у 1927—1929 роках, член Президії Центральної контрольної комісії ВКП(б) з 19 грудня 1927 до 1929 року.

## Життєпис
Народився в робітничій родині. Закінчив п'ять класів школи. Працював робітником.
Член РСДРП(б) з 1902 року.
За революційну діяльність заарештований, засуджений до трьох років каторжних робіт, які відбував у Владимирському централі. 
Брав участь у Жовтневому перевороті 1917 року.
З вересня 1918 року — директор заводу «Айваз» міста Петрограда.
У лютому 1926 — жовтні 1927 року — голова Ленінградської губернської контрольної комісії ВКП(б) — завідувач губернської робітничо-селянської інспекції.
У листопаді 1927 — грудні 1929 року — голова Ленінградської обласної контрольної комісії ВКП(б) — завідувач обласної робітничо-селянської інспекції. Був головою Ленінградського обласного дисциплінарного суду.
У грудні 1929 року виключений із ВКП(б) за опозиційну діяльність. У 1930 році поновлений у членах ВКП(б).
З жовтня 1930 року — директор заводу імені М. Гельца в Ленінграді.
У 1935 — березні 1937 року — заступник народного комісара освіти Кримської АРСР.
16 березня 1937 року заарештований органами НКВС. Виїзною сесією Військової колегії Верховного суду СРСР 9 вересня 1937 року засуджений до вищої міри покарання. Того ж дня розстріляний в місті Ленінграді.
11 серпня 1956 року посмертно реабілітований Верховним судом СРСР.